# بنو حنيفة
بنو حنيفة قبيلة عدنانية من بكر بن وائل، تنسب إلى حنيفة بن لجم بن صعب بن علي بن بكر بن وائل، كانت تقطن نواحي الحجاز ثم هاجرت مع من هاجر من بطون ربيعة واستقرت في إقليم اليمامة في الجزيرة العربية مما يسمى اليوم منطقة الرياض. أسسوا دولة الكنوز في شمال السودان (238هـ - 466هـ) والتي ضمت أسوان والبجا والنوبة وحلفا.

## نسب بني حنيفة
- هم بنو: حنيفة بن لجيم بن صعب بن علي بن بكر بن وائل بن قاسط بن هنب بن أفصى بن دعمي بن جديلة بن أسد بن ربيعة بن نزار بن معد بن عدنان.[7]

## هجرة بني حنيفة
زار ابن بطوطة اليمامة في سنة 732هـ/1322م  فقال عنها: (ثم سافرنا منها إلى مدينة اليمامة وتسمى حَجْراً مدينة حسنة خصبة ذات أنهار وأشجار يسكنها طوائف من العرب أكثرهم من بني حنيفة وهي بلدهم قديمًا وأميرهم طفيل بن غانم)
وسبب الاستيطان في وادي حنيفة باليمامة عندما خرجوا بني حنيفة يتبعون مواطن الغيث والكلأ يتقدمهم عبيد بن ثعلبة بن يربوع بن الدول بن حنيفة حتى قدم إلى شرق اليمامة، ثم مضى غلام له حتى أتى اليمامة، فرأى نخلاً وريفًا، فأخذ شيئاً من التمر المتناثر تحت النخل وأتى به إلى عبيد بن ثعلبة. فأكل منه، فقال: وأبيك إن هذا الطعام طيب، فارتفع حتى أتى اليمامة، فدفع فرسه فخط على ثلاثين دارًا وثلاثين حديقة، فسمى ذلك المكان حَجْراً، فعرفت هذه المنطقة بهذا الاسم، وهو اليوم قصبة اليمامة وموضع ولاتها وسوقها. وتسامعت بنو حنيفة بما أصاب عبيد بن ثعلبة، فأقبلوا حتى أتوا اليمامة، فقطنوها فعقبهم بها إلى اليوم.
وبهذا نزل بنو حنيفة حجر اليمامة واستقروا فيها، وقد اتخذ عبيد بن ثعلبة قصر معتق منزلًا له، وهو أشهر قصورها؛ لأنه ذو قوة وحصانة، وهو قصر بَنَتْه قبيلة طسم، وكان سبب تسميته (قصر معتق) أن كل من لجأ إليه عتق من عدوه، ولما دخله عبيد أنشد:
ثم ركز عبيد رمحه في وسطها، ثم رجع إلى أهله فاحتملهم، ووضعهم بها. فلمّا رآه جاره الزبيدي قال: يا عبيد، الشّرك. قال: لا، بل الرّضا، قال: ما بعد الرّضا إلّا السّخط. فقال: عليك بتلك القريّة، على نصف فرسخ من حجر، فمكث الزّبيدىّ أيّاما، ثم غرض، فأتى عبيدا وقال: عوضني شيئا، فإني خارج وتارك ما هاهنا، فأعطاه ثلاثين بكرا، ثم خرج ولحق بأهله، فتسامعت بنو حنيفة ومن كان معهم من بكر بن وائل، بما أصاب عبيد بن ثعلبة، وأقبلوا حتى نزلوا قرى اليمامة. قال: ويقبل زيد بن ثعلبة بن يربوع، حتى يأتي عبيدا أخاه، فقال له أنزلني معك في حجر. قال: عليك بتلك القريّة، التي خرج منها الزّبيدىّ، فانطلق فنزلها في الفساطيط والأخبية، وعبيد وولده في القصور بحجر، قال: فجعل يمكث الأيام، ثم يقول لبنيه: انطلقوا بنا إلى باديتنا، فنتحدّث إليهم، ثم يرجع. قال: فمن هناك سمّيت البادية زيد بن يربوع، وحبيب بن يربوع، وقطن بن يربوع، ومعاوية بن يربوع. هؤلاء الذين يقال لهم البادية من بنى حنيفة. قال: وجعل زيد يفتصل جثيث النّخل، وهى أولادها، ثم يغرسها، فتخرج على مهلتها. قال: وصنع ذلك أهل البادية كلّها
قيل أن أهلها وهم طسم وجديس فنوا عَقِب أن عزاهم حاكم اليمن حسان بن تبع الحميري، فاختط عبيد له فيها ثلاثين دارًا وثلاثين حديقة وأخذت بقية جماعته تفد إليه لما بلغها خبره لتجاوره هناك.

## أسباب هجرة بني حنيفة
- الفتن الداخلية في اليمامة: أقنعت كثرة الفتن السياسية والقبلية التي حدثت في اليمامة عددًا من بني حنيفة بضرورة مغادرة أوطانهم إلى حيث يجدون الأمن. حيث أن حركة نجدة بن عامر الحنفي، وحروب الخوارج بقيادة أبي حمزة الخارجي، واضطرار عدد من بني حنيفة على الالتحاق بهم أدت إلى فقد كبير من الناس لحياتهم.
- ضعف الأمن الداخلي في اليمامة: أدى ضعف حالة الأمن وعدم شعور المواطن بالطمأنينة على نفسه وماله، إلى مغادرة البلاد، حيث يروى أن مالك بن الريب التميمي ومن انضموا إليه كانوا يقطعون الطريق الممتد ما بين الفلج والقصيم ونجد، وكان أبو النشناش التميمي يرأس عصابة كبيرة تعترض القوافل التجارية على طريق الشام- الحجاز.
- الاضطرابات السياسية: لم يكن الوضع السياسي في اليمامة مستقرًا. ولم يرض أهل اليمامة بالسياسة التي اتبعت لإدارة مناطقهم، حيث تعرضت اليمامة لاضطرابات داخلية عنيفة عقب مقتل الوليد بن يزيد ففي سنة 126هـ لم يعترف بنو حنيفة بالوالي المعين لديهم وهو علي بن المهاجر بن عبدالله الكلابي، فاطرب حبل الأمن. وكثرت الغارات والسلب والنهب بين القبائل والمستوطنين.
- انتشار الأمراض والأوبئة: انتشرت الأمراض والأوبئة والطواعين مثل الطاعون الذي اجتاح المنطقة في القرن الثاني الهجري، وكذلك داء اليرقان النزيفي الذي انتشر بصورة واسعة في العراق الأسفل، ولا يستبعد أن وصلت آثاره إلى المناطق المرتبطة بالعراق إداريًا مثل اليمامة والبحرين، هذا كله جعل سكان اليمامة يفكرون في مغادرة وطنهم وقراهم
- طلب العلم: أورد ابن سعد في طبقاته إلى وجود عدد كبير من بني حنيفة الذين استقروا في اليمامة، وأشاعوا العلم فيها من هؤلاء: مجاعة بن مرارة، ثمامة بن أثال، علي بن شيبان، وطلق بن علي. والمعروف أن وجود هؤلاء النفر كان بمثابة انطلاقة أساسية للحركة العلمية في اليمامة. فانتشر العلم هناك ولكن بعض الصحابة من بني حنيفة لم يكتف بالعلم الموجود في بلاده فهاجر إلى البصرة لطلب العلم ومن هؤلاء: حنظلة بن جذيم بن حنيفة، وأحمر بن جزي، وتابعهم مجموعة من العلماء وطلاب العلم الذين وجدوا طريقهم إلى البصرة والكوفة و خراسان وغيرها من مراكز العلم والمعرفة، زمن الدولة الراشدة والدولة الأموية، ثم أصبحوا في زمن الدولة العباسية من العلماء المتخصصين ببعض فروع العلم الديني.[13]

## بطون بني حنيفة القديمة
تتفرع قبيلة بني حنيفة قديما إلى ثلاثة فروع هي:
1. بنو الدؤل، وفيهم دخل بنو هفان بن الحارث، وهم بالأصل من قبيلة كنانة المُضَرية.
2. بنو عَدِي.
3. بنو عامر.

## العصر الجاهلي
كان أغلب أفراد القبيلة من المزارعين المستقرين عند فجر الإسلام، يعيشون على امتداد شرق نجد (تعرف سابقاً باليمامة)، لا سيما عند وادي العرض، الذي حمل لاحقاً اسمهم (وادي حنيفة) . بعض المصادر مثل ياقوت الحموي ينسب لهم تأسيس مدينة الحجر (سلف مدينة الرياض حالياً) ومنفوحة والخرج، كان لبني حنيفة مع جيرانهم من العرب خلال العصر الجاهلي العديد من الحروب والأيام  كيوم الصفقة على سبيل المثال التي كانت بينهم وبين بني تميم.

## العصر الإسلامي
جاء الإسلام وقوة بني حنيفة في اليمامة على أشدها وكانت زعامتها في ثلاثة نفر منهم، وهم: هوذة بن علي السحيمي الحنفي، وثمامة بن أثال الحنفي، ومسيلمة بن حبيب (الكذاب)، وهناك زعماء آخرون، مثل: مجاعة بن مرارة ولم توفق حنيفة أول الأمر لقبولها الإسلام، فقد كتب النبي محمد بن عبد الله في أواخر السنة السادسة للهجرة إلى الملوك والأمراء يدعوهم إلى الإسلام، وكان هوذة بن علي السحيمي الحنفي ملك اليمامة من أولئك الملوك الذين كاتبهم النبي محمد لكنه لم يستجب ويسلم.
وبعد أن هلك هوذة، خرج وفد من زعماء حنيفة وقادتها في السنة 10هـ/631م للقدوم على النبي محمد منهم مجاعة بن مرارة، ومسيلمة بن حبيب الحنفي (الكذاب) فقدِمُوا على النبي محمد فأحسن وفادتهم وأكرمهم وأعطاهم وأقطعهم قطائع وأجزل لهم في العطاء. ولكن مسيلمة بن حبيب الحنفي بعد رجوعه لليمامة ارتد عن الإسلام وادعى النبوة، وكتب كتابًا بعثه إلى النبي محمد  قال فيه: «من مسيلمة رسول الله إلى محمد رسول الله، أما بعد فإن لنا نصف الأرض ولقريش نصفها ولكن قريشا لا ينصفون والسلام عليك». فكتب إليه النبي محمد: «من محمد رسول الله إلى مسيلمة الكذاب أما بعد فإن الأرض لله يورثها من يشاء من عباده والعاقبة للمتقين والسلام على من اتبع الهدى» ومضى مسيلمة الكذاب في غيه وطغيانه وأطاعه من أطاعه من بني حنيفة واتخذ من عقرباء (الجبيلة في وقتنا الحالي) مقرًا له. وبعد وفاة النبي محمد قاتل الخليفة أبو بكر الصديق المرتدين في بعض أجزاء الجزيرة العربية وكانت اليمامة إحداها، حيث بعث إليها الخليفة جيوشًا متعاقبة كان آخرها جيشًا بقيادة خالد بن الوليد، وبعد معارك طاحنة قُتل مسيلمة الكذاب، وصالح بنو حنيفة خالد بن الوليد على يد مجاعة بن مرارة، وانتهت فتنة اليمامة وردتها.

## دولة الكنوز
دولة الكنوز هي دولة عربية قامت في شمال السودان (238هـ - 466هـ) أسسها الكنوز المنحدرون من سلالة بني حنيفة ، وقد ظهرت إمارة بنو حنيفة التي نزلت في وادي العلاقي نتيجة لزواج رؤساء حنيفة من بنات رؤساء قبائل البجا سكان هذه المنطقة من الصحراء، مما أدى إلى انتقال حكم بلاد البجا في هذه المنطقة إلى زعماء حنيفة حسب النظام المحلي الذي يجعل وراثة الحكم لابن البنت وابن الأخت.
اتسعت هذه الإمارة العربية كثيرًا في عهد أبي المكارم هبة الله الذي يعرف بالأهوج المطاع بعد أن تولى حكم حنيفة بعد موت والده أبي يزيد، ويعتبر أبو المكارم هبة الله هو المؤسس الحقيقي لإمارة حنيفة الكبرى في أسوان وبلاد النوبة؛ فقد اتسعت حدود الإمارة في عهده حتى أصبحت تضم صعيد مصر الجنوبي من قوص إلى أسوان، كما ضمت جزءًا كبيرًا من بلاد النوبة الشمالية وهي المنطقة التي تعرف باسم مريس التي تقع جنوب وادي حلفا، كما ضمت وادي العلاقي بالصحراء الشرقية.
ساعد أبو المكارم هبة الله الحاكم بأمر الله الفاطمي في القضاء على أبي ركوة الذي كان قد ثار على الحاكم بأمر الله في عام 397هـ/1006م، ولجأ إلى الصعيد ثم إلى بلاد النوبة فظفر به أبو المكارم وأرسله إلى القاهرة، فأكرمه الحاكم ولقبه بلقب كنز الدولة، وصارت حنيفة في أسوان والنوبة تعرف منذ ذلك الحين باسم بني كنز ، وسار هذا اللقب علمًا على جميع أمرائها حتى انتهت دولتهم .

## أقوال المؤرِّخين
من أقوال المؤرِّخين عن بني حنيفة: هي قبيلة متحضرة عمل أبناؤها بالزراعة وجعلوا من اليمامة منطقة إنتاج زراعي خصوصا محصولي التمر والقمح لغرض التجارة وكانت تصدر إلى مكة والحيرة وبلاد فارس وغيرها من البلدان وكانت حجر اليمامة هي العاصمة لإقليم اليمامة والقاعدة التجارية وكانت تسمى اليمامة بريف مكة أو ريف أهل مكة وكان البعض من بنو حنيفة وسادتها وأشرافها في الجاهلية يدين بدين النصارى وخاضت قبيلة حنيفة مع أخوتها قبائل بكر بن وائل في معركة ذي قار ضد الفرس.
حنيفة هي القبيلة الشهيرة جهيرة الصوت بعيدة الذكر قبيلة ربعية عدنانية، تتربع على أرحب وأخصب منطقة في اليمامة، ونسبتها إلى جدها حنيفة بن لجيم بن علي بن صعب بن بكر بن وائل، وبطونها ثلاثة وهم: بنو الدول وهم أوفرها عددًا وأكثرها ثروة، وبنو عدى وهم رهط مسيلمة الكذاب وبنو عامر، ومن هذه البطون الثلاثة تفرعت حنيفة وكثر عددها وتعددت مساكنها في المنطقة، فليست نسبة هذا الوادي دليلًا على أنه ليس لها غيره، فمساكنها من منطقة (الشعيب) وما  حوله شمالًا إلى منطقة الخرج وما حولها جنوبًا، ومن الدهناء شرقًا إلى الوركة غربًا.
قبل الإسلام بقرنين من الزمن وفد إلى اليمامة بني حنيفة، تلك القبيلة الشهيرة التي كان لها السيادة والقوة والعدد والعدة في معظم منطقة اليمامة، وهم بنو حنيفة بن لجيم بن صعب بن بكر بن وائل بن قاسط من العدنانية، ويسوق المؤرخون قصة سكنى بني حنيفة اليمامة، انهم ساروا يتبعون مواقع الغيث والكلأ من عالية نجد وأطراف الحجاز.

## مشاهير بني حنيفة
- عبيد بن ثعلبة الحنفي قيل أنه أول من سكن اليمامة من بني حنيفة وكان رائدًا لقومه في ذلك الوقت.[20]
- الملك النصراني هوذة بن علي الحنفي ملك اليمامة ومن سادات وأشراف بنو حنيفة وهو كذالك شاعر وخطيب وأول من أستخدم أبيْتَ اللعنَ في الشعر.
- كبير بن سالم الحنفي من سادات بنو حنيفة وشارك في حرب البسوس في صف جساس بن مرة.
- الملك ثمامة بن أثال، صحابي جليل ومن سادات وأشراف بنو حنيفة وكان أول دخل مكة ملبيا، ومنع تصدير القمح والحنطة إلى مكة نصرة للإسلام.
- فروة بن نفاثة الحنفي ملك بعض الشام في الجاهلية.
- طلق بن علي الحنفي صحابي جليل وشارك مع الرسول في بناء المسجد النبوي في المدينة ومن رجال الأحاديث وله حديث شهير عن الوضوء.
- ضمضم بن جوس الحنفي من رجال الحديث
- أثال بن النعمان الحنفي من الصحابة.
- يزيد بن معبد الحنفي صحابي جليل من رجال الحديث.
- أبو مريم الحنفي صحابي جليل من رجال الحديث.
- خوله بنت جعفر الحنفي زوجة علي بن ابي طالب.
- أبو صالح الحنفي من رجال الحديث.
- عكرمة بن عمار الحنفي من رجال الحديث.
- الريان بن صبرة الحنفي من رجال الحديث.
- أبو إسماعيل الحنفي من رجال الحديث وقاضي اليمامة.
- قيس بن طلق بن علي الحنفي من رواة الأحاديث عن أبيه الصحابي طلق بن علي الحنفي.
- محمد بن سليمان الحنفي فقيه شافعي من علماء الأدب والتفسير وقال عنه الصاحب بن عباد ((مارأينا مثله ولا أرى مثل نفسة)).
- محمد بن جعفر الحنفي شاعر رواية أديب في العصر العباسي.
- أبو عبد الله محمد بن عبد الله الحنفي من نقباء الدعوة العباسية.
- مصعب بن قيس الحنفي من نقباء الدعوة العباسية.
- عمير بن سلمة الحنفي كان أوفى العرب في الجاهلية.
- شمر بن عمرو الحنفي قاتل المنذر بن ماء السماء في يوم عين أباغ.
- العباس بن الأحنف شاعر رقيق الغزل من شعراء الدولة العباسية قال عنه البحتري إنه أغزل الناس أبو الفضل عربي شريف النسب.
- موسى بن جابر الحنفي شاعر كثر من مخضرمي الجاهلية والإسلام.
- يحيى بن طالب الحنفي شاعر غزل فصيح كان شيخ ديّن يُقرئ أهل اليمامة.
- يقظان بن زيد الحنفي أحد أجواد العرب في الجاهلية ويقال له ((مباري الريح)) لجوده.
- مجاعة بن مرارة الحنفي من رؤساء اليمامة في الجاهلية والإسلام.
- المهير بن سلمي الحنفي زعيم أهل اليمامة في أوأخر العصر الأموي وكان شجاعاً بليغاً.
- حمزة بن بِيْضٍ الحنفي شاعر مُجيد سائرُ القول (ت نحو 126هـ) جمع شعره وحققه وشرحه الدكتور حمد بن ناصر الدخيِّل.
- الأمير طفيل بن غانم الحنفي أمير حجر اليمامة في القرن الثامن الهجري 732 هـ الذي ذهب مع ابن بطوطة إلى مكة للحج.
- مسلمة بن حبيب (المعروف بمسيلمة الكذاب).
- مانع بن ربيعة المريدي الجد الأعلى لأسرة آل سعود.
- وللدكتور حمد بن ناصر الدخيِّل: (شعر شواعر بني حنيفة في الجاهلية والإسلام) صدر عام 2000م.